# Lista över avsnitt av Orange Is the New Black
Lista över avsnitt av Orange Is the New Black, som började sändas över Netflix den 11 juli 2013.

## Översikt
| Säsong | Säsong | Avsnitt | Originalvisning |
| ------ | ------ | ------- | --------------- |
|        | 1      | 13      | 13 juli 2013    |
|        | 2      | 13      | 6 juni 2014     |
|        | 3      | 13      | 11 juni 2015    |
|        | 4      | 13      | 17 juni 2016    |
|        | 5      | 13      | 9 juni 2017     |

## Avsnittslista

### Säsong 1 (2013)
| # serie | # avsnitt | Titel                                                      | Regisserad av      | Skriven av                    |
| ------- | --------- | ---------------------------------------------------------- | ------------------ | ----------------------------- |
| 01      | 01        | "I Wasn't Ready" Jag var inte redo"                        | Michael Trim       | Liz Friedman och Jenji Kohan  |
| 02      | 02        | "Tit Punch" Tuttattack"                                    | Uta Briesewitz     | Marco Ramirez                 |
| 03      | 03        | "Lesbian Request Denied" Lesbisk förfrågan nekas"          | Jodie Foster       | Sian Heder                    |
| 04      | 04        | "Imaginary Enemies" Fantasiovänner"                        | Michael Trim       | Gary Lennon                   |
| 05      | 05        | "The Chickening" Hönjakten"                                | Andrew McCarthy    | Nick Jones                    |
| 06      | 06        | "WAC Pack" Kvinnorådet"                                    | Michael Trim       | Lauren Morelli                |
| 07      | 07        | "Blood Donut" Blodmunk"                                    | Matthew Penn       | Sara Hess                     |
| 08      | 08        | "Moscow Mule" Röd kurir"                                   | Phil Abraham       | Marco Ramirez                 |
| 09      | 09        | "Fucksgiving" Helveteshelg"                                | Michael Trim       | Sian Heder                    |
| 10      | 10        | "Bora Bora Bora"                                           | Andrew McCarthy    | Nick Jones                    |
| 11      | 11        | "Tall Men with Feelings" Långa känsliga män"               | Constantine Makris | Lauren Morelli                |
| 12      | 12        | "Fool Me Once" Gråt inte över spilld mjölk"                | Andrew McCarthy    | Sara Hess                     |
| 13      | 13        | "Can't Fix Crazy" Det finns inget botemedel för galenskap" | Michael Trim       | Tara Herrmann och Jenji Kohan |

### Säsong 2 (2014)
| # serie | # avsnitt | Titel                                                              | Regisserad av            | Skriven av                    |
| ------- | --------- | ------------------------------------------------------------------ | ------------------------ | ----------------------------- |
| 14      | 01        | "Thirsty Bird" Törstig fågel"                                      | Jodie Foster             | Tara Herrmann och Jenji Kohan |
| 15      | 02        | "Looks Blue, Tastes Red" Ser blå ut, smakar röd"                   | Michael Trim             | Jenji Kohan                   |
| 16      | 03        | "Hugs Can Be Deceiving" Kramar kan bedra"                          | Michael Trim             | Lauren Morelli                |
| 17      | 04        | "A Whole Other Hole" Ett helt annat hål"                           | Phil Abraham             | Sian Heder                    |
| 18      | 05        | "Low Self Esteem City" Kasinot för dålig självkänsla"              | Andrew McCarthy          | Nick Jones                    |
| 19      | 06        | "You Also Have a Pizza" Du har en pizza också"                     | Allison Anders           | Stephen Falk                  |
| 20      | 07        | "Comic Sans"                                                       | Andrew McCarthy          | Sara Hess                     |
| 21      | 08        | "Appropriately Sized Pots" Krukor i lämplig storlek"               | Daisy von Scherler Mayer | Alex Regnery och Hartley Voss |
| 22      | 09        | "40 Oz. of Furlough" En liter permis"                              | S.J. Clarkson            | Lauren Morelli                |
| 23      | 10        | "Little Mustachioed Shit" En liten mustaschprydd skit"             | Jennifer Getzinger       | Sian Heder                    |
| 24      | 11        | "Take a Break from Your Values" Ta en moralisk semester"           | Constantine Makris       | Nick Jones                    |
| 25      | 12        | "It Was the Change" Det var förändringen"                          | Phil Abraham             | Sara Hess                     |
| 26      | 13        | "We Have Manners. We're Polite." Vi kan uppföra oss. Vi är artiga" | Constantine Makris       | Jenji Kohan                   |

### Säsong 3 (2015)
| # serie | # avsnitt | Titel                                                          | Regisserad av       | Skriven av                      |
| ------- | --------- | -------------------------------------------------------------- | ------------------- | ------------------------------- |
| 27      | 01        | "Mother's Day" Mors dag"                                       | Andrew McCarthy     | Jenji Kohan                     |
| 28      | 02        | "Bed Bugs and Beyond" Vägglössen invaderar"                    | Constantine Makris  | Jim Danger Gray                 |
| 29      | 03        | "Empathy Is a Boner Killer" Empati dödar lusten"               | Michael Trim        | Nick Jones                      |
| 30      | 04        | "Finger in the Dyke" Fingret i flatan"                         | Constantine Makris  | Lauren Morelli                  |
| 31      | 05        | "Fake It Till You Fake It Some More" Fejka hela vägen"         | Nicole Holofcener   | Lauren Morelli                  |
| 32      | 06        | "Ching Chong Chang" Tjing-tjong-Chang"                         | Anthony Hemingway   | Sara Hess                       |
| 33      | 07        | "Tongue-Tied" Tunghäfta"                                       | Julie Anne Robinson | Sian Heder                      |
| 34      | 08        | "Fear, and Other Smells" Rädsla och andra dofter"              | Mark A. Burley      | Nick Jones                      |
| 35      | 09        | "Where My Dreidel At" Var är min dreidel?"                     | Andrew McCarthy     | Jordan Harrison                 |
| 36      | 10        | "A Tittin' and a Hairin'" Tuttar och hår"                      | Jesse Peretz        | Lauren Morelli                  |
| 37      | 11        | "We Can Be Heroes" Vi kan bli hjältar"                         | Phil Abraham        | Sian Heder                      |
| 38      | 12        | "Don't Make Me Come Back There" Tvinga mig inte att komma dit" | Uta Briesewitz      | Sara Hess                       |
| 39      | 13        | "Trust No Bitch" Lita inte på nån jävel"                       | Phil Abraham        | Jim Danger Gray och Jenji Kohan |

### Säsong 4 (2016)
| # serie | # avsnitt | Titel                                                                | Regisserad av      | Skriven av                    |
| ------- | --------- | -------------------------------------------------------------------- | ------------------ | ----------------------------- |
| 40      | 1         | "Work That Body for Me" Hårt kroppsarbete"                           | Andrew McCarthy    | Jenji Kohan                   |
| 41      | 2         | "Power Suit" Maktspel"                                               | Constantine Makris | Sara Hess                     |
| 42      | 3         | "(Don't) Say Anything" Som ett mantra"                               | Andrew McCarthy    | Jim Danger Gray               |
| 43      | 4         | "Doctor Psycho" Dr Psycho"                                           | Erin Feeley        | Carly Mensch                  |
| 44      | 5         | "We'll Always Have Baltimore" Vi kommer alltid att ha Baltimore"     | Tricia Brock       | Jordan Harrison               |
| 45      | 6         | "Piece of Shit" Skithög"                                             | Uta Briesewitz     | Lauren Morelli                |
| 46      | 7         | "It Sounded Nicer in My Head" Det lät bättre i min skalle"           | Mark A. Burley     | Nick Jones                    |
| 47      | 8         | "Friends in Low Places" Alla behöver en vän"                         | Phil Abraham       | Alex Regnery och Hartley Voss |
| 48      | 9         | "Turn Table Turn" Kärlekens nycker"                                  | Constantine Makris | Sara Hess                     |
| 49      | 10        | "Bunny, Skull, Bunny, Skull" Kanin, dödskalle, kanin, dödskalle"     | Phil Abraham       | Carly Mensch                  |
| 50      | 11        | "People Persons" Månadens anställd"                                  | Lev L. Spiro       | Nick Jones                    |
| 51      | 12        | "The Animals" Monster"                                               | Matthew Weiner     | Lauren Morelli                |
| 52      | 13        | "Toast Can't Never Be Bread Again" Man kan aldrig göra något ogjort" | Adam Bernstein     | Tara Herrmann och Jenji Kohan |

### Säsong 5 (2017)
| # serie | # avsnitt | Titel                                                     | Regisserad av      | Skriven av                                      |
| ------- | --------- | --------------------------------------------------------- | ------------------ | ----------------------------------------------- |
| 53      | 1         | "Riot FOMO" Upplopps-FOMO"                                | Andrew McCarthy    | Jenji Kohan                                     |
| 54      | 2         | "Fuck, Marry, Frieda" Knulla, gifta sig, Frieda"          | Constantine Makris | Jordan Harrison                                 |
| 55      | 3         | "Pissters!" Pissystrar"                                   | Phil Abraham       | Rebecca Angelo och Lauren Schuker Blum          |
| 56      | 4         | "Litchfield's Got Talent"                                 | Nick Sandow        | Josh Koenigsberg, Jenji Kohan och Tara Herrmann |
| 57      | 5         | "Sing It, White Effie" Sjung, vita Effie!"                | Phil Abraham       | Molly Smith Metzler                             |
| 58      | 6         | "Flaming Hot Cheetos, Literally" Eldiga Cheetos"          | Andrew McCarthy    | Lauren Morelli                                  |
| 59      | 7         | "Full Bush, Half Snickers" Hela busken, en halv Snickers" | Uta Briesewitz     | Anthony Natoli                                  |
| 60      | 8         | "Tied to the Tracks" Fastbunden vid spåret"               | Michael Trim       | Carolina Paiz                                   |
| 61      | 9         | "The Tightening" Jag blir alldeles till mig"              | Erin Feeley        | Jordan Harrison                                 |
| 62      | 10        | "The Reverse Midas Touch" Motsatsen till Midas"           | Laura Prepon       | Rebecca Angelo och Lauren Schuker Blum          |
| 63      | 11        | "Breaking the Fiberboard Ceiling" Krossa träfibertaket"   | Wendey Stanzler    | Lauren Morelli                                  |
| 64      | 12        | "Tattoo You" Tatueringar"                                 | Mark A. Burley     | Tara Herrmann och Carolina Paiz                 |
| 65      | 13        | "Storm-y Weather" Storm på gång"                          | Jesse Peretz       | Lauren Morelli                                  |

### Fotnoter
1. ↑  ”Orange is the New Black” (på engelska). TV.Com. Arkiverad från originalet den 29 november 2016. https://web.archive.org/web/20161129032255/http://www.tv.com/shows/orange-is-the-new-black/. Läst 26 januari 2017.